# Хусеин од Јордана
Краљ Хусеин ибн Талал, односно Хусеин I од Јордана (14. новембар 1935 — 7. фебруар 1999), унук краља Абдулаха ибн Хусеина, школовао се у Јордану и Египту те Великој Британији, а 1952. наследио је душевно оболелог оца на јорданском трону и водио Јордан током свих израелско-арапских ратова идућих деценија. Палестинско питање, које деценијама доминира јорданском политиком, настојао је разрешити обимном војном акцијом којом је 1970. сузбио и протерао палестинске организације са јорданске територије. Током Заливског рата 1991. заузео је неутрални став, делимично погоршавајући односе са Сједињеним Америчким Државама. У јулу 1994. потписао је мировни споразум са Израелом и тиме завршио четрдесет и шест година непријатељства између те две земље.